# Пагутяк, Галина
Галина Васильевна Москале́ц (свои произведения подписывает как Галина Пагутяк; год. 1958) — украинская писательница.

## Биография
Родилась 26 июля 1958 года в селе Залокоть (ныне Дрогобычский район, Львовская область, Украина) впоследствии семья переехала в село Уриж.
Отец — Василий Пагутяк, мать — Иванна Басараб. Галина — младшая из трех дочерей в семье.
Считает себя потомком валашского господина Дракулы (Влад Цепеш из рода Бассарабов, или как еще его называет Галина Пагутяк, Влад Басараб).
Окончила факультет украинской филологии КГУ имени Т. Г. Шевченко. Работала в школе, Дрогобычском краеведческом музее, частной школе и Львовской картинной галереи. Член НСПУ. Живет во Львове.

## Награды и премии
- Национальная премия Украины имени Тараса Шевченка (2010) — за книгу прозы «Слуга из Добромыля»
- Две премии «Портал» — за книги «Книгоноши из Королевства» и «Зачарованные музыканты»
- Юбилейная медаль «20 лет независимости Украины» (2011)[2]